# Hodonín (stacja kolejowa)
Hodonín – stacja kolejowa w Hodonínie, w kraju południowomorawskim, w Czechach przy ulicy Wilsonovej 480/1. Jest ważnym węzłem kolejowym o znaczeniu regionalnym. Znajduje się na wysokości 175 m n.p.m.
Jest zarządzana przez Správę železnic. Na stacji znajdują się kasy biletowe, na których istnieje możliwość zakupu biletów na wszystkie pociągi w tym międzynarodowe oraz rezerwacji miejsc.
Przez stację przebiega II Korytarz Kolejowy, znajdujący się na trasie VI Paneuropejskiego Korytarza Kolejowego. Stacja została przebudowana i dostosowano parametry stacji do stacji korytarzowej: utworzono tu zadaszony peron wyspowy z przejściami podziemnymi. Pociągi ekspresowe mogą poruszać się po stacji z prędkością do 160 km/h, zamontowane jest tu urządzenie zabezpieczające stację ESA 11 a, stacja jest zdalnie sterowana z Centralnej Dyspozytorni w Przerowie.
Ze stacji prowadzi bocznica do elektrociepłowni Hodonín, jednej z najstarszych elektrowni w Republice Czeskiej.

## Linie kolejowe
- 255 Hodonín - Zaječí
- 330 Přerov - Břeclav
- 332 Hodonín - Holíč nad Moravou
- 343 Hodonín - Veselí nad Moravou - Vrbovce